# Parafia Najświętszej Maryi Panny Królowej Polski w Pyszkowie
Parafia pod wezwaniem Najświętszej Maryi Panny Królowej Polski w Pyszkowie – parafia rzymskokatolicka należąca do dekanatu Złoczew diecezji kaliskiej. Została utworzona w 1971.